# ツェンタ (防護巡洋艦)
| 小型巡洋艦ツェンタ | |
| 艦歴               | |
| 発注:              | |
| 起工:              | 1896年8月8日 |
| 進水:              | 1897年8月18日 |
| 就役:              | 1899年5月25日 |
| 退役:              | |
| その後:            | 1914年撃沈 |
| 除籍:              | |
| 性能諸元           | |
| 排水量:            | 基準：2,524.37トン 満載：2,631.64トン                                                                             |
| 全長:              | 96.0m |
| 全幅:              | 11.73m |
| 吃水:              | 4.24m |
| 機関:              | ヤーロー式水管缶8基＋三段膨張式四気筒レシプロ機関2基2軸推進                                                       |
| 最大出力:          | 7,200軸馬力 |
| 最大速力:          | 21ノット |
| 航続距離:          | 12ノット/3,800海里                                                                                                |
| 兵員:              | 292名 |
| 兵装:              | スコダ12cm（40口径）単装砲8門 47mm（44口径）単装砲速射砲8門 47mm（33口径）単装速射砲2門 45cm単装水中魚雷発射管2門 |
| 装甲:              | 舷側：25mm 甲板：20mm～50mm ケースメイト：35mm 司令塔：50mm                                                       |

ツェンタ (Zenta) はオーストリア＝ハンガリー帝国海軍の小型巡洋艦。ツェンタ級の一番艦である。

## 艦歴
1896年8月起工。1897年8月進水。1899年6月就役。
1899年11月アジアへ向けてポーラを出航。ポートサイド、スエズ、コロンボに立ち寄り、1900年1月にシンガポールに到着した。シンガポールには14日間留まった。それから香港、マカオ、上海を訪れた。次に日本へ向かい、長崎、鹿児島、佐世保を訪れた。
中国での義和団の乱の急速な状況悪化がオーストリア・ハンガリー帝国に伝わり、ツェンタは各国の大使館スタッフやオーストリア・ハンガリー帝国の代表団の避難を支援するため呼び戻された。乗員75人がシーモア提督の率いる部隊に加わり、天津を目指した。
ツェンタは装甲巡洋艦カイゼリン・ウント・ケーニギン・マリア・テレジアと合流し、両艦の乗員160人が大沽砲台を攻撃時にドイツの海兵隊を支援した。ツェンタ艦長Kapitän Eduard Thomann Edler von Montalmarが戦闘で死亡した。
1901年12月にツェンタは本国に戻り、1902年10月まで予備役となっていた。復帰したツェンタはケープタウンへの航海をおこない、そこから南アメリカのモンテビデオへ向かった。それからブエノスアイレスへ向かい1903年5月にそこに到着した。6月にはリオデジャネイロを訪れ、それから大西洋を横断してフンシャル、カディス、タンジェ、マラガ、チュニス、コルフ島に寄航した後トリエステに帰投した。この後ツェンタは予備役となり、第一次世界大戦勃発までは年一度の海軍演習に参加していた。
ツェンタはモンテネグロの宣戦布告後にモンテネグロの港を攻撃し、その後もモンテネグロ沿岸を封鎖していた。1914年8月16日、14隻のフランス戦艦を中心とする英仏艦隊がアドリア海へ進入した。ツェンタと駆逐艦Ulanはこの英仏艦隊に捕捉され、北への逃走を阻止された。駆逐艦Ulanを逃がした後、ツェンタはバール沖で砲撃によって撃沈された。乗員179人が死亡した。海岸に泳ぎ着いた生存者は1916年まで抑留された。
沈んでいる「ツェンタ」は1998年に発見され、2002年に「ツェンタ」であると確認されている。その場所は北緯42度9分45秒、東経18度54分40秒である。

## 参考図書
- 「Conway All The World's Fightingships 1860-1905」（Conway）
- 「Conway All The World's Fightingships 1906-1922」（Conway）